# Península Valdés
Valdeshalvøen (Peninsula Valdés) er en halvø ved Atlanterhavskysten i provinsen Chubut i Argentina. Halvøen har et areal på ca. 3.625 km².
Størstedelen af halvøen er ufrugtbart land med saltvandssøer. Den største af disse søer ligger ca. 40 meter under havets overflade, det laveste niveau i Argentina og Sydamerika.
Valdeshalvøen er et vigtigt naturreservat og blev i 1999 optaget på Unescos verdensarvsliste.

## Eksterne links
- UNESCO World Heritage Centre – Peninsula Valdes

- Wikimedia Commons har flere filer relateret til Península Valdés

42°30′S 63°56′V / 42.500°S 63.933°V